# パガニーニの3つのカプリス
パガニーニの3つのカプリス 作品40（ポーランド語: Trzy kaprysy Paganiniego op. 40）は、カロル・シマノフスキが1918年に作曲したヴァイオリンとピアノのための作品。

## 概要
シマノフスキの中期の作品。1917年、シマノフスキはティモシウカを離れ、家族とともにエリザヴェトグラードへ移り住んだ。シマノフスキは作曲活動を行うとともに自作の演奏会を数回開催し、そこでヴァイオリニストであるヴィクトル・ゴルトフェルトのピアノ伴奏をしていた。1918年、ゴルトフェルトの協力を得てこの演奏会のために作曲された。ニコロ・パガニーニの無伴奏ヴァイオリン曲《24の奇想曲》の3曲（第20、21、24番）にピアノ伴奏を加えた編曲作品である。パガニーニがミラノでこれらの曲を出版してからちょうど100周年を迎えようとしている頃であった。
シマノフスキは、原曲のヴァイオリン独奏に機械的に伴奏をつけるのではなく、ピアノの和声を重視するなど独自のスタイルで編曲した。第20番ニ長調は原曲に極めて忠実で、変更はごくわずかしか見られないが、第21番イ長調では原曲のプレストを削除するなど大幅に手を加えている。第24番イ短調《主題と変奏》は変奏の数を減らして順序を変更し、これに凝った和声をつけた。
最初の2曲は友人のヴァイオリニストであるパウル・コハンスキに、3曲目はのちに《ヴァイオリン協奏曲第1番》を初演することになるユゼフ・オジミヌスキに献呈された。1918年4月25日、エリザヴェトグラードでゴルトフェルトとシマノフスキにより初演された。1926年、ウニヴェルザール出版社より楽譜が出版された。

## 主な録音
- イーゴリ・オイストラフ、ナターリア・セルツァオワ[注 2]（メロディア、1977年[5]）
- ウルフ・ヘルシャー、ミシェル・ベロフ（エレクトローラ、1982年[5]）